# Франц Йозеф Чернин
Франц Йозеф Чернин (на немски: Franz Josef Czernin) е австрийски поет, есеист и афорист, роден във Виена, Австрия на 7 януари 1952 г.

## Биография
Потомък е на стария аристократичен род Чернин фон Худениц от Бохемия.
След като полага матура през 1971 г., Чернин следва 3 години в университета на Индиана, САЩ. После живее на разни места в Австрия, установява се в Ретенег, Щирия след 1980 г.
Чернин е автор на експериментална поезия, афоризми, проза, теоретически и критически трудове, а също на драматически творби.
В поезията си използва традиционни стихотворни форми като сонети, терцини или секстини.
През 1987 г. Чернин заедно с поета Фердинанд Шмац публикува в залцбургското издателство „Резиденц“ том с преднамерено малоценни стихове, а след това двамата представят книга с разбличение на случая. Вършат това, за да покажат колко ниски са художествените критерии на издателството, а и на съвременната австрийска литература.
През 1999 г. Чернин превежда на немски сонетите на Уилям Шекспир.
През 2007 г. публикува теоретическия труд „За метафората. Метафората във философията, науката и литературата“.
От 2008 г. Чернин е член на Немската академия за език и литература в Дармщат.

## Награди и отличия
- 1993: Stadtschreiber von Graz
- 1997: „Литературна награда на Виена“
- 1998: „Награда Антон Вилдганс“
- 1998: „Награда Хаймито фон Додерер“ (специална награда за литературна есеистика)
- 2003: „Награда Хаймрад Бекер“
- 2004: „Литературна награда на провинция Щирия“
- 2007: „Награда Георг Тракл за поезия“
- 2007: Österreichischer Staatspreis für Literaturkritik
- 2011: Magus-Preis der Gesellschaft zur Förderung der westfälischen Kulturarbeit
- 2012: „Награда Ханс Карл Артман“
- 2015: „Награда Ернст Яндл за поезия“